# Habenaria tsaratananensis
Habenaria tsaratananensis är en orkidéart som beskrevs av Joseph Marie Henry Alfred Perrier de la Bâthie. Habenaria tsaratananensis ingår i släktet Habenaria och familjen orkidéer. Inga underarter finns listade i Catalogue of Life.